# Zosterops ficedulinus
Zosterops ficedulinus — вид воробьиных птиц из семейства белоглазковых (Zosteropidae).

## Таксономия
Представители вида весьма схожи с Zosterops griseovirescens. До недавних пор он (вид) считался конспецифичным с Zosterops feae. Подвидов не выделяют.

## Распространение
Эндемики Принсипи, где обитают только в холмистой южной части острова.

## Описание
Длина тела 10.5 см, вес 7-8 г. Верхняя сторона тела тёмно-оливково-зелёная. Верх головы более тёмно-коричневый. При этом по бокам голова серовато-белая. Нижняя сторона тела белесая. Горло и верхняя часть грудки покрыты лёгкой штриховкой, грудка по бокам и бока окрашены в оливково-коричневый цвет.
Клюв коричневато-рогового цвета, ноги коричневато-серые.

## Биология
Питаются насекомыми и ягодами. В кладке 3-5 яиц.

## Охранный статус
МСОП присвоил виду охранный статус EN.